# Isabel Angelino
Isabel Angelino (Barreiro, 8 de fevereiro de 1967) é uma apresentadora de televisão portuguesa.

## Carreira
Foi a primeira locutora da RTP Internacional iniciada em 10 de Junho de 1992. Apresentou programas como "RTP Júnior", "Diásporas" (dedicado a entrevistar pessoas, radicadas em Portugal - pertencentes a um dos PALOP ou Portugueses radicados no estrangeiro).
Apresentou vários programas nos canais da RTP, destacando-se "Há Horas Felizes", "Iniciativa", "Made in Portugal", o especial de fim-de-ano "Por Favor 2006", "Canção da Minha Vida" , "Verão Total", ajudou a apresentar o "Portugal Azul", e apresentou o "Lingo". Foi, também, a convite da RTP, porta-voz do televoto português no "Festival Eurovisão da Canção" de 2004 e 2005.
Apresentadora de diversas edições do "Festival RTP da Canção", co-apresentadora de diversas edições  do "Natal dos Hospitais" e foi locutora da RTP Internacional.
Em 2009 e entre 2013 e 2015 foi uma das apresentadoras do programa de verão da RTP, "Verão Total".
Escreve para a Revista Flash uma rubrica de viagens chamada Destino Secreto.
Desde 2015 e até ao fim do programa em 2019 deu a cara pela rubrica "Agora, conta-nos" no programa das tardes da RTP1, "Agora Nós".
De 2017 a 2020 e entre 2020 e 2023 foi apresentadora e repórter do programa semanal "Aqui Portugal" da RTP1.
Em 2018 foi madrinha da Marcha dos Olivais.
Entre 2018 e 2020 apresentou o programa Lusa Music Box com Álvaro Costa, na RTP Internacional.
Entre 2019 e 2023 foi repórter do programa diário "A Nossa Tarde", na RTP1.
Atualmente é repórter do programa diário "Praça da Alegria" e do programa anual "Natal dos Hospitais". É ainda apresentadora da cerimónia anual dos "Casamentos de Santo António" e de emissões especiais na RTP1.

### Televisão
| Ano                           | Programa                                          | Notas                                                                                       | Canal             |
| ----------------------------- | ------------------------------------------------- | ------------------------------------------------------------------------------------------- | ----------------- |
| 1992                          | Catavento                                         | Apresentadora                                                                               | RTP2              |
| 1994                          | Viagens na Minha Terra                            | Apresentadora                                                                               | RTP1              |
| 1996                          | Festival RTP da Canção 1996                       | Apresentadora com Carlos Cruz                                                               | RTP1              |
| 1997                          | Festival RTP da Canção 1997                       | Apresentadora das semifinais                                                                | RTP1              |
| 2000                          | 1º Festival Jovem das Comunidades Portuguesas     | Apresentadora com Manuel Luís Goucha                                                        | RTP1              |
| 2001                          | Natal dos Hospitais                               | Apresentadora com João Baião                                                                | RTP1              |
| 2002 - 2003                   | João Baião                                        | Apresentadora com João Baião e Rute Marques                                                 | RTP1              |
| 2003                          | Descobrir Portugal                                | Apresentadora com Eládio Clímaco                                                            | RTP1              |
| 2004                          | INICIATIVA                                        | Apresentadora                                                                               | RTP1              |
| 2004                          | Festival Eurovisão da Canção 2004                 | Porta-voz do voto de Portugal                                                               | RTP1              |
| 2005                          | Festival Eurovisão da Canção 2005                 | Porta-voz do voto de Portugal                                                               | RTP1              |
| 2006                          | Lingo                                             | Apresentadora                                                                               | RTP1              |
| 2006                          | Festival RTP da Canção 2006                       | Apresentadora com Jorge Gabriel                                                             | RTP1              |
| 2006                          | A Canção da Minha Vida                            | Apresentadora                                                                               | RTP1              |
| 2007                          | Festival RTP da Canção 2007                       | Apresentadora com Jorge Gabriel                                                             | RTP1              |
| 2007                          | Portugal Azul                                     | Apresentadora com Serenella Andrade, João Baião e Carlos Ribeiro                            | RTP1              |
| 2009 - 2015                   | Lisboa em Festa - Casamentos de Santo António     | Repórter                                                                                    | RTP1              |
| 2009 / 2013 - 2015            | Verão Total                                       | Apresentadora                                                                               | RTP1              |
| 2009 - 2014                   | Há Conversa                                       | Apresentadora                                                                               | RTP Memória       |
| 2012 - 2015                   | Revelações                                        | Apresentadora                                                                               | RTP Memória       |
| 2014                          | Atletismo: Corrida da Mulher- 5KM EDP             | Repórter                                                                                    | RTP1              |
| 2014                          | Hora da Sorte                                     | Apresentadora                                                                               | RTP1              |
| 2014                          | Portugal no Coração                               | Apresentadora                                                                               | RTP1              |
| 2015                          | Atletismo: Corrida da Mulher- 5 KM EDP            | Repórter                                                                                    | RTP1              |
| 2015                          | Festas SanJoaninas                                | Apresentadora com Vasco Pernes                                                              | RTP Açores        |
| 2015                          | Fatura da Sorte                                   | Apresentadora                                                                               | RTP1              |
| 2015                          | Volta ao Mundo                                    | Repórter                                                                                    | RTP1              |
| 2015 - 2019                   | Agora Nós                                         | Apresentadora da Rubrica "Agora, conta-nos"                                                 | RTP1              |
| 2016 - 2019 / 2022 (presente) | Casamentos de Santo António                       | Apresentadora                                                                               | RTP1              |
| 2016 - 2018                   | Fatura da Sorte                                   | Apresentadora nas ausências de Serenella Andrade                                            | RTP1              |
| 2017                          | RTP + Perto - Renascer Portugal                   | Repórter                                                                                    | RTP1              |
| 2017 - 2020                   | Aqui Portugal                                     | Apresentadora substituta                                                                    | RTP1              |
| 2018 - 2020                   | Lusa Music Box                                    | Apresentadora com Álvaro Costa                                                              | RTP Internacional |
| 2018                          | Carnaval de Loures 2018                           | Repórter                                                                                    | RTP1              |
| 2018                          | Festival RTP da Canção 2018                       | Repórter dos bastidores da final                                                            | RTP1              |
| 2018                          | All Aboard no Eurovillage                         | Apresentadora                                                                               | RTP1              |
| 2018                          | Festa de Natal                                    | Repórter a partir de Elvas                                                                  | RTP1              |
| 2019                          | Carnaval de Loures                                | Apresentadora com Vanessa Oliveira e José Carlos Malato                                     | RTP1              |
| 2019                          | Casamentos de Santo António - Apresentação        | Apresentadora com Serenella Andrade                                                         | RTP1              |
| 2019                          | 7 Maravilhas Doces de Portugal                    | Repórter de exteriores                                                                      | RTP1              |
| 2019                          | Feira Raiana (Idanha-a-Nova)                      | Apresentadora com Hélder Reis e Joana Teles                                                 | RTP1              |
| 2019                          | Turismo Militar                                   | Repórter/ repórter de exteriores                                                            | RTP1              |
| 2019                          | Festa da Sardinha (Portimão)                      | Apresentadora com José Carlos Malato e Sónia Araújo                                         | RTP1              |
| 2019                          | Turismo em Rede                                   | Repórter/ repórter de exteriores                                                            | RTP1              |
| 2019                          | Portugal no Mundo                                 | Apresentadora                                                                               | RTP1              |
| 2019                          | Festival de Gastronomia (Santarém)                | Apresentadora com Hélder Reis e Joana Dias                                                  | RTP1              |
| 2020 (presente)               | Praça da Alegria                                  | Repórter                                                                                    | RTP1              |
| 2020 / 2022 - 2023            | A Nossa Tarde                                     | Repórter                                                                                    | RTP1              |
| 2020                          | 7 Maravilhas da Cultura Popular                   | Repórter/ repórter de exteriores                                                            | RTP1              |
| 2020                          | Rota N2                                           | Apresentadora                                                                               | RTP1              |
| 2020                          | Jardins Históricos                                | Repórter                                                                                    | RTP1              |
| 2020                          | Festa das Vindimas                                | Repórter de exteriores                                                                      | RTP1              |
| 2020 - 2023                   | Aqui Portugal                                     | Apresentadora/ Repórter                                                                     | RTP1              |
| 2020 - 2022                   | Natal dos Hospitais                               | Repórter                                                                                    | RTP1              |
| 2021                          | Elvas, Património da Humanidade                   | Apresentadora com Vanessa Oliveira, José Carlos Malato e Tiago Goés Ferreira                | RTP1              |
| 2021                          | 7 Maravilhas da Nova Gastronomia                  | Repórter/ repórter de exteriores                                                            | RTP1              |
| 2021 - 2022                   | Férias Cá Dentro                                  | Repórter de exteriores/ repórter                                                            | RTP1              |
| 2021                          | Festa das Vindimas                                | Repórter/ repórter de exteriores                                                            | RTP1              |
| 2022                          | Carnaval da Figueira da Foz                       | Apresentadora com Vanessa Oliveira e José Carlos Malato                                     | RTP1              |
| 2022                          | Corrida da Mulher - EDP Lisboa, a Mulher e a Vida | Apresentadora com José Carlos Malato                                                        | RTP1              |
| 2022                          | Casamentos de Santo António - Apresentação        | Repórter de Exteriores                                                                      | RTP1              |
| 2022                          | Santo António                                     | Apresentadora com Vanessa Oliveira, Tiago Góes Ferreira e Inês Carranca                     | RTP1              |
| 2022                          | Parque Mayer - 100 Anos                           | Repórter de Exteriores                                                                      | RTP1              |
| 2022                          | Fatura da Sorte                                   | Narradora, na ausência de Serenella Andrade                                                 | RTP1              |
| 2022                          | Fado Alfama                                       | Apresentadora com Vanessa Oliveira, José Carlos Malato, Serenella Andrade e Idevor Mendonça | RTP1              |
| 2023                          | 240 Anos da Lotaria                               | Apresentadora                                                                               | RTP1              |
| 2023                          | X Desfile Nacional de Bandas Filarmónicas         | Apresentadora, com Vanessa Oliveira e José Carlos Malato                                    | RTP1              |
| 2024                          | Festival RTP da Canção 2024                       | Apresentadora convidada, ao lado de Inês Santos                                             | RTP1              |

## Vida pessoal
Em 21 de Fevereiro de 2009, Angelino casou-se com o cirurgião plástico Ângelo Rebelo, divorciaram-se em julho de 2015.
Tem, desde o início de 2018, um relacionamento com o piloto Manuel Gião, que conheceu numa entrevista para a sua rubrica no programa Agora Nós.
1. ↑  «Isabel Angelino e Ângelo Rebelo divorciam-se»
2. ↑  «ISABEL ANGELINO E MANUEL GIÃO "SOMOS LUTADORES, FAZEMOS SEMPRE TUDO COM MUITA PAIXÃO"=»